# Cosimo Rosselli

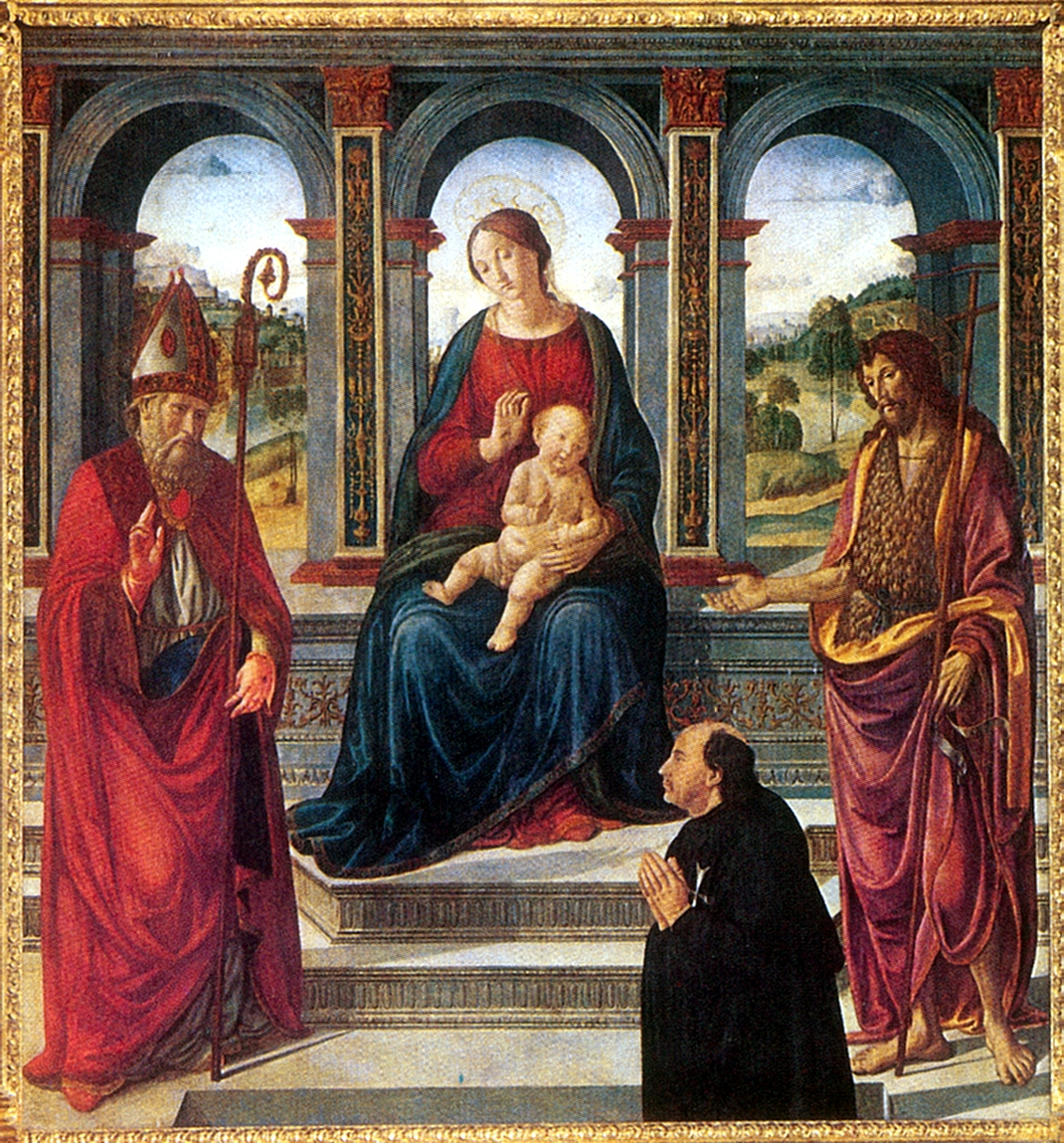
Fragmento de un retablo de la Adoración del niño Jesús por Cosimo Roselli localizado en la Iglesia de la Commenda di Sant'Eufrosino en Volpaia, Radda in Chianti, Italia.

Cosimo di Lorenzo Rosselli (¨Florencia, 1439 - 1507) fue un pintor italiano célebre por su participación en la decoración de la Capilla Sixtina en el Palacio Apostólico Vaticano junto a pintores como Perugino, Sandro Botticelli, Domenico Ghirlandaio y Pinturicchio.

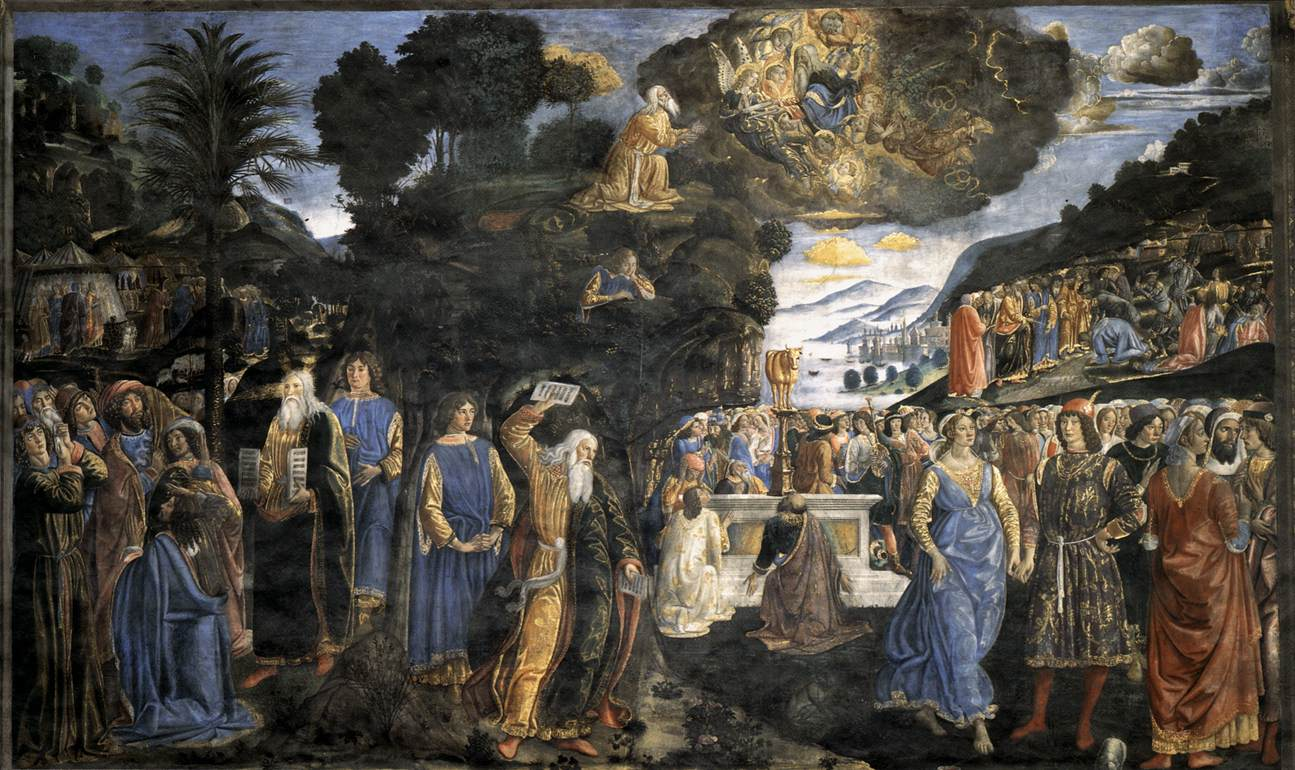
Entrega de las Tablas de la Ley, Capilla Sixtina.

## Biografía
Miembro de una extensa familia de artistas florentinos y hermano mayor de Francesco Rosselli, fue pupilo de Neri di Bicci de mayo de 1453 hasta octubre de 1456. Recibió su primer encargo importante en 1459: un retablo -hoy disperso- para la iglesia de la Santísima Trinidad en Florencia
Su afinidad con el estilo de Benozzo Gozzoli favorece las hipótesis de que ambos trabajaron juntos. En todo caso, en 1460 fue asistente de su primo Bernardo di Stefano Rosselli. Se conjetura también que pudo haber sido alumno de Alesso Baldovinetti. Se conservan de Roselli varios retablos pintados en años posteriores.

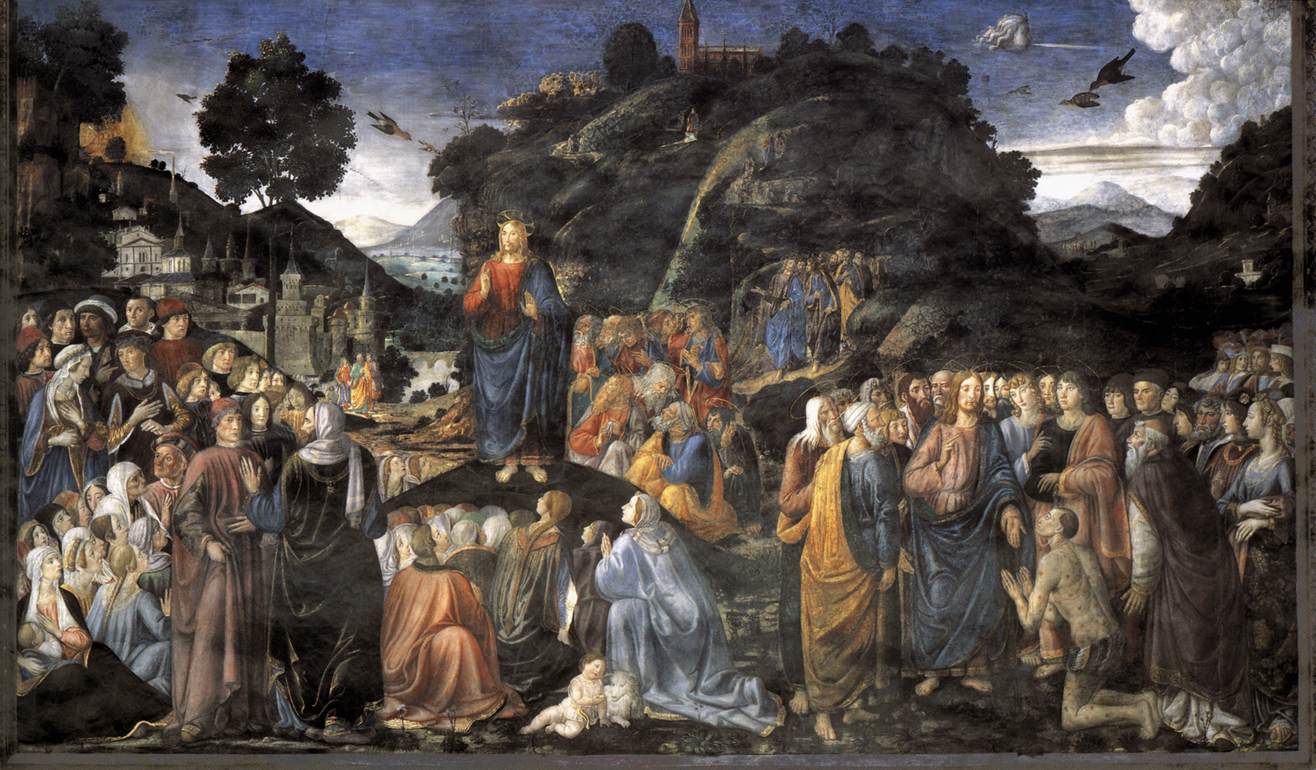
Sermón de la montaña y la curación del leproso, Capilla Sixtina.

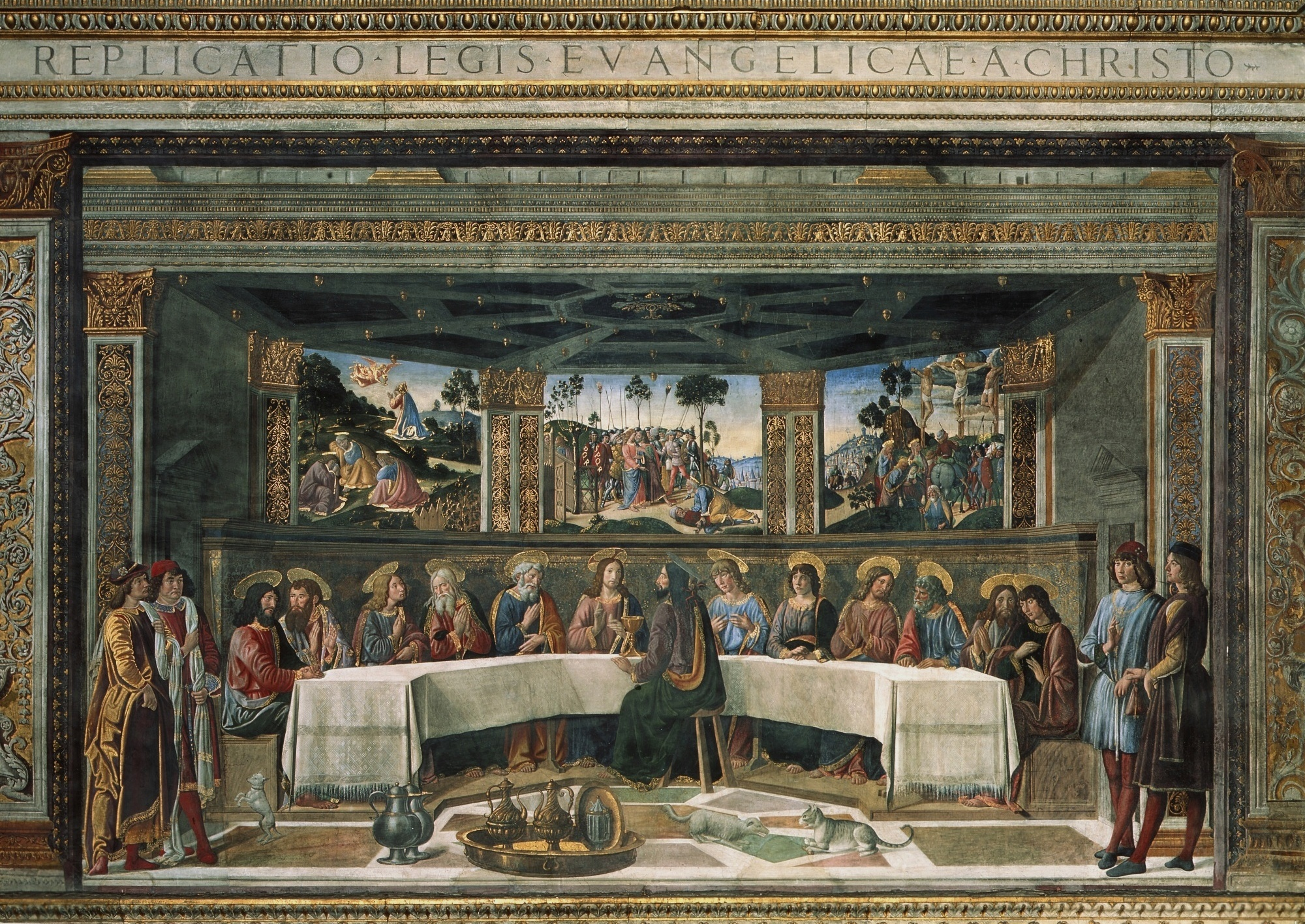
La Última cena, Capilla Sixtina.

### La Capilla Sixtina
En la primavera de 1481 Rosselli fue invitado por el papa Sixto IV a Roma para participar en la decoración de los muros laterales de la Capilla Sixtina junto a Pietro Perugino, Domenico Ghirlandaio, Sandro Botticelli y otros colaboradores; para esta obra los pintores se atuvieron a ciertas convenciones representativas para dar homogeneidad y coherencia a sus trabajos. Estas convenciones incluían una escala dimensional en común, estructura rítmica afín y similares representaciones paisajísticas. Se utilizó además una similar gama de colores.
Rosselli realizó tres frescos: Descenso del monte Sinaí, Sermón de la montaña, y La Última Cena. Para estos trabajos tuvo como asistente a su yerno Piero di Cosimo.

### Retorno a Florencia
De retorno en Florencia en 1482, son de este periodo una serie de obras destinadas a iglesias de la región.
En sus últimos años de vida su estilo se vuelve más riguroso, al parecer influido por la oratoria de Girolamo Savonarola. Su obra entonces se caracteriza por su devoción religiosa. 
Además de Piero di Cosimo, entre sus pupilos estuvieron Fra Bartolomeo y Mariotto Albertinelli, los hermanos del Mazziere y Andrea di Cosimo Feltrini.